# Joseph Hervé Jean Le Roy de Préval
Joseph Herve Jean le Roy de Préval, né le 10 mai 1737 à Bayeux (Calvados), mort le 16 décembre 1813 à Bayeux (Calvados), est un général de brigade de la Révolution française.

## États de service
Il entre en service en 1767, il est capitaine au régiment provincial de Caen le 10 décembre 1779. Il est fait chevalier de Saint-Louis.
Il est élu lieutenant-colonel du 1er bataillon de volontaires du Calvados le 17 octobre 1791, et il est envoyé à l’armée du Nord.
Il est promu général de brigade le 15 août 1794, et en juillet, il passe à l’armée du Rhin, puis il rejoint l’armée de la Moselle en 1795.

## Sources
- (en) « Generals Who Served in the French Army during the Period 1789 - 1814: Eberle to Exelmans »
- (pl) « Napoléon.org.pl »
- Théodore Leclaire, Mémoires et correspondance, 1793, Paris, R. Chapelot et cie, 1904
- Côte S.H.A.T.: 8 YD 473.